# Rita Drávucz
Rita Drávucz (14 de abril de 1980) é uma jogadora de polo aquático húngara.

## Carreira
Rita Drávucz em Londres 2012 integrou o elenco da Seleção Húngara de Polo Aquático Feminino que ficou em 4º lugar.